# Thecotheus crustaceus
Thecotheus crustaceus är en svampart som först beskrevs av Karl Starbäck, och fick sitt nu gällande namn av Aas & N. Lundq. 1992. Thecotheus crustaceus ingår i släktet Thecotheus och familjen Ascobolaceae.  Arten är reproducerande i Sverige. Inga underarter finns listade i Catalogue of Life.